# Alfred de Courcy (transport)
Pour les autres navires du même nom, voir Lamotte-Picquet (navire).
Pour les articles homonymes, voir La Motte-Picquet (homonymie).
L' Alfred de Courcy est un transport côtier de la classe Jacques Cœur, actif dans la Marine nationale française de 1920 à 1937.

## Construction
L' Alfred de Courcy est issu d'un programme de guerre, constitué d'une série de treize patrouilleurs, armés de deux canons de 100 mm et de mitrailleuses. La fin de la première guerre mondiale entraîne une réduction de la série à neuf exemplaires, transformés en navires de soutien logistique. L'Alfred de Courcy est mis sur cale au Ateliers et Chantiers de la Loire, avec ses sister-ships Coetlogon, Forfait et Hamelin.

## Descriptif
Le navire présente une silhouette semblable à celle d'un cargo. Il s'agit de leurrer les équipages de sous-marins, sur le modèle des bateaux pièges Q-ships britanniques camouflés en navires marchands. Un rouf est placé au centre de la coque et englobe la cheminée. La passerelle de navigation est installée à l'avant de cette superstructure.
Un mat portique est construit sur la cale arrière, ainsi qu'un mat de charge à l'avant, porteur d'un nid-de-pie.
Le navire est propulsé par une machine à vapeur alternative alimentée par deux chaudières chauffées au mazout. Cet ensemble permet de naviguer à une vitesse de pointe de 12 nœuds.

## Carrière
L'Alfred de Courcy entre en activité dans la Marine nationale en 1920 sous le nom de Lamotte-Picquet. Il est  rebaptisé Adour en 1922 pour laisser son nom à un croiseur. Il prend en 1924 le nom d'Alfred de Courcy.

### Transport côtier
Le navire sert de 1920 à 1927 au transport de charges entre Toulon, Bizerte et l'Algérie, pour acheminer du courrier postal ou des équipements portuaires.
La transformation d'un exemplaire de la classe Jacques Cœur en porte-avions est étudié mais s'avère impraticable faute d'une taille et d'une vitesse suffisantes.

### Ravitailleur d'hydravion
L'Alfred de Courcy est utilisé à partir de 1928 comme ravitailleur d'hydravions  et continue d'évoluer entre Bizerte et Alger.
Il appuie 40 hydravions au cours de manœuvres de la flotte autour d'Alger en mai 1930  et participe à des exercices de défense aérienne à Sfax en décembre 1934.
Le ravitailleur subit  le 14 avril 1931 un échouage sans gravité près de la bouée no 11 des îles Kerkennah, au large du port de Sfax. Il est remorqué par les Neptune 2 et Marseillais 19 et retourne  par ses propres moyens au mouillage.
L'Alfred de Courcy est retiré du service en 1937 et démoli en 1938.

## À voir
- Forummarine, Les avatars des patrouilleurs du type Jacques Cœur -
- Pages 14-18, Forum - Sujet : Patrouilleurs type Jacques Cœur -

### Images
- CLEMENT MARECHAL, CARTE PHOTO (environs de TOULON) "ALFRED DE COURCY" Transport de l'État - VERS 1940 - très bon état. Référence  #0213849276